# Etendeka-Kurzohrrüsselspringer
Der Etendeka-Kurzohrrüsselspringer (Macroscelides micus), auch Etendeka-Rundohr-Elefantenspitzmaus genannt, ist eine Säugetierart aus der Gattung Macroscelides, die in die Ordnung der Rüsselspringer (Macroscelidea) gehört. Innerhalb der Rüsselspringer stellt die Art den bisher kleinsten Vertreter dar. Sie kommt endemisch im nordwestlichen Namibia vor und bewohnt dort karge, geröllreiche Landschaften in mittleren Höhenlagen. Entdeckt wurde sie erst 2006, die wissenschaftliche Erstbeschreibung erfolgte im Jahr 2014. Insgesamt ist der Etendeka-Kurzohrrüsselspringer bisher nur von rund drei Dutzend Exemplaren bekannt. Über die Lebensweise liegen kaum Daten vor, die Tiere sind strikt nachtaktiv, nutzen vergleichsweise große Aktionsräume und verbringen die Tageshitze unter Felsblöcken. Der Bestand gilt als nicht bedroht.

## Beschreibung
Der Etendeka-Kurzohrrüsselspringer ist das kleinste Mitglied der Rüsselspringer und erreicht eine Gesamtlänge von 17,0 bis 19,5 cm, davon entfallen 8,3 bis 9,7 cm auf den Schwanz. Das Gewicht variiert zwischen 22,3 und 31,3 g. Wie alle Vertreter der Gattung Macroscelides  zeichnet er sich durch einen runden Körper, einen runden Kopf, lange sowie schlanke Gliedmaßen und einen langen Schwanz aus, der etwa die Länge des übrigen Körpers erreicht. Als markantes Merkmal treten auf der Unterseite des Schwanzes Duftdrüsen auf, die durchschnittlich 29,5 mm lang sind und so fast ein Drittel der Schwanzlänge einnehmen. Damit sind sie auffällig größer als bei den anderen Vertretern von Macroscelides. Den Kopf charakterisiert die typisch rüsselartig lange und flexible Nase, die mehrere Millimeter nach vorn ragt. Der Rüssel ist mit Ausnahme des Bereichs um die Nasenlöcher mit kurzen, feinen Haaren bedeckt. Die Zunge kann aufgrund ihrer Länge bis mehrere Millimeter vor die Nasenspitze ausgestreckt werden. Die Augen sind verhältnismäßig kleiner als bei den beiden anderen Arten der Gattung. Die Ohren ragen abweichend von diesen nicht über den Kopf hinaus und sind damit niedriger. Ihre Länge liegt bei 17 bis 28 mm, der obere Rand ist deutlich gerundeter, zudem besitzen sie auf der Hinterseite eine auffällig tiefe Einbuchtung. Auf der Innenseite der Ohrmuschel wachsen spärliche, kurze und rostfarbene Haare, ebenso wie auf dem Rand, wodurch die rosafarbene Haut sichtbar ist. Die Haut zeigt im Unterschied zu den anderen Macroscelides-Vertretern keine dunkle Pigmentierung und ist dadurch charakteristisch heller. Das Körperfell erscheint dicht und weich. Auf dem Rücken besitzt es eine hellgraue Färbung, durchsetzt mit einer rostbraunen Tönung. Die Haare hier erreichen rund 10 mm Länge und sind an der Basis dunkler als an der Spitze. Das Bauchfell kennzeichnet ein weißlicher Farbton, es erstreckt sich vom Kinn bis zum Gesäß, zieht zudem teilweise an den Körperseiten hoch und bedeckt zusätzlich die oberen Beinabschnitte. Beidseitig der Afteröffnung befindet sich aber jeweils ein rostfarbener Fleck. Die Haare am Bauch sind mit 7 mm Länge etwas kürzer als am Rücken. Der Schwanz ist insgesamt spärlich behaart, die Fellbedeckung nimmt aber im hinteren Teil zu, sodass das Schwanzende buschig wirkt. Die Länge der gleichfalls rostfarben Haare beträgt hier nur 4 bis 5 mm. Die Schwanzwurzel zeigt sich dagegen haarlos. Die Fußoberseiten sind ebenso nur spärlich behaart, die Sohlen aber nackt. Der Hinterfuß weist Längen von 27,5 bis 30,5 mm auf.

## Verbreitung

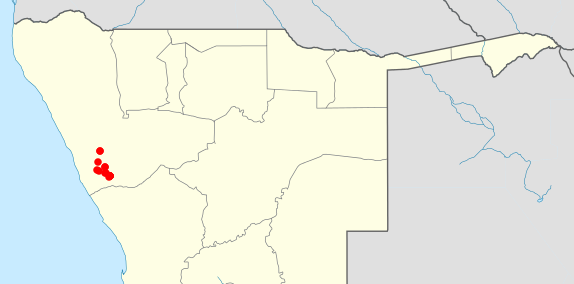
Fundorte (rot) der 16 bisher bekannten Individuen im Nordwesten Namibias

Das Verbreitungsgebiet des Etendeka-Kurzohrrüsselspringers ist auf die Region Kunene im Nordwesten Namibias beschränkt. Dabei kommt die Art in der sogenannten Etendeka Ignaeus Province vor, einer von vulkanischen Gesteinen geprägten Landschaft, die vor rund 133 Millionen Jahren entstand. Die ersten Nachweise des Etendeka-Kurzohrrüsselspringers erfolgten vom zentralen und östlichen Teil des Etendeka-Plateaus und am Awahab, einem Zeugenberg, der vom Etendeka-Plateau durch den Fluss Huab getrennt ist. Die Berge erreichen Höhen bis zu 1400 m, in beiden Fundregionen kommen die Tiere aber in niedrigeren Höhenlagen von 340 bis 860 m vor, wo sie Geröllhänge besiedeln. Die Landschaft ist durch wüstenartig trockenes Klima geprägt mit 50 bis 100 mm Jahresniederschlag und besteht aus einer spärlichen, locker verbreiteten Vegetation aus Staudengräsern, niedrigen, maximal 30 cm hohen Büschen und einzelnen Kräutern. Die Ausdehnung des zu diesem Zeitpunkt bekannten bewohnten Areals lag bei 700 km², aufgrund der Landschaftsbeschaffenheit wird aber eine besiedelte Fläche von bis zu 3000 km² vermutet. Untersuchungen im Oktober 2013 führten zum Nachweis der Art auch in den rund 40 km südlich gelegenen Gobobosebbergen, die ebenfalls zur Etendeka Igneous Province gehören. Darüber hinaus konnte sie im westlichsten und nördlichsten Teil des Etendeka-Plateaus beobachtet werden, ersterer Bereich liegt innerhalb des Skelettküsten-Nationalparks. Die drei neuen Fundpunkte erweitern das Verbreitungsgebiet des Etendeka-Kurzohrrüsselspringers substanziell, die Höhenverteilung entspricht den vorangegangenen Sichtungen. Im gleichen Gebiet kommt sympatrisch der Namib-Kurzohrrüsselspringer (Macroscelides flavicaudatus) vor, bewohnt aber andere Mikrohabitate.

## Lebensweise

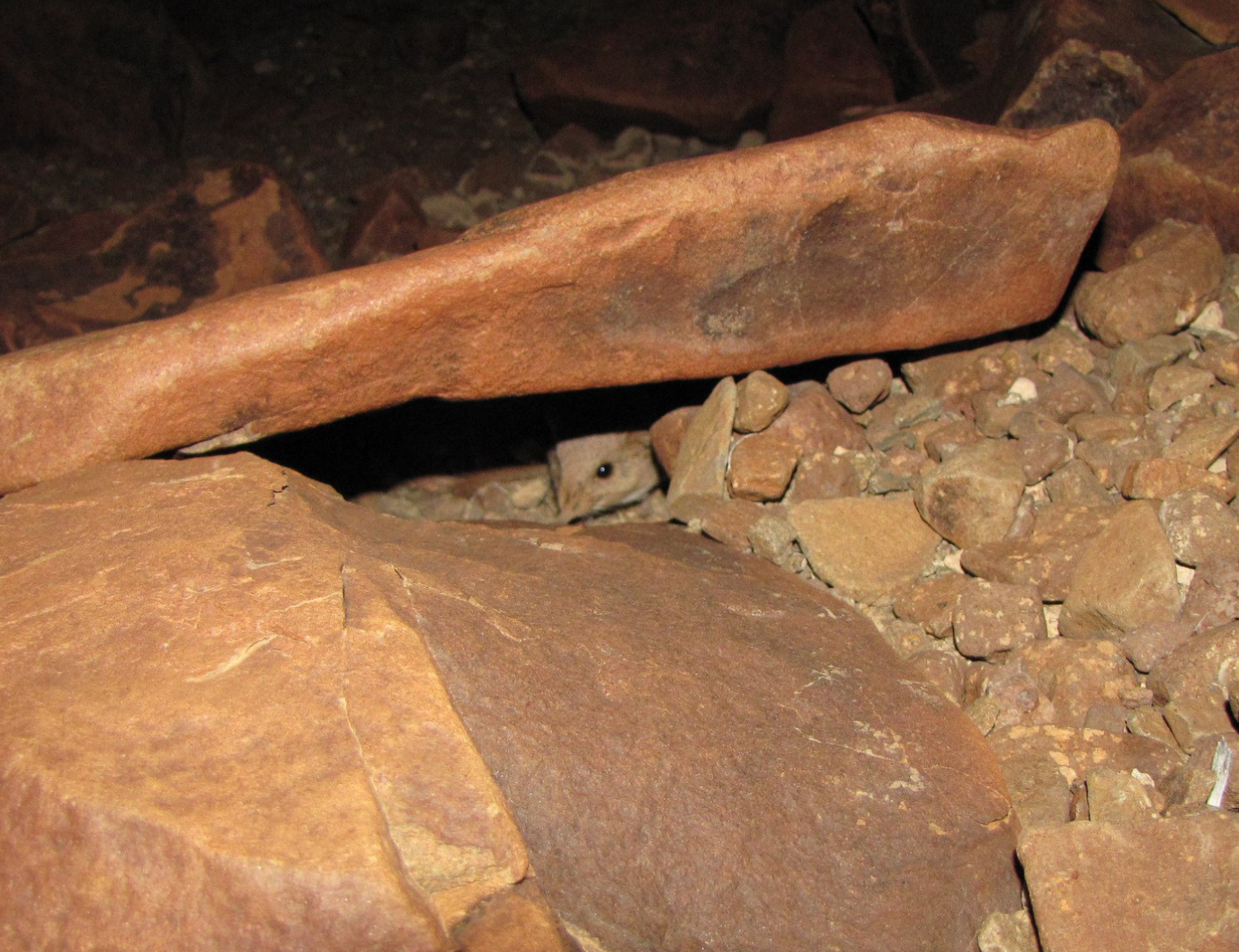
Ein Tier in einem Versteck unter einem Felsblock

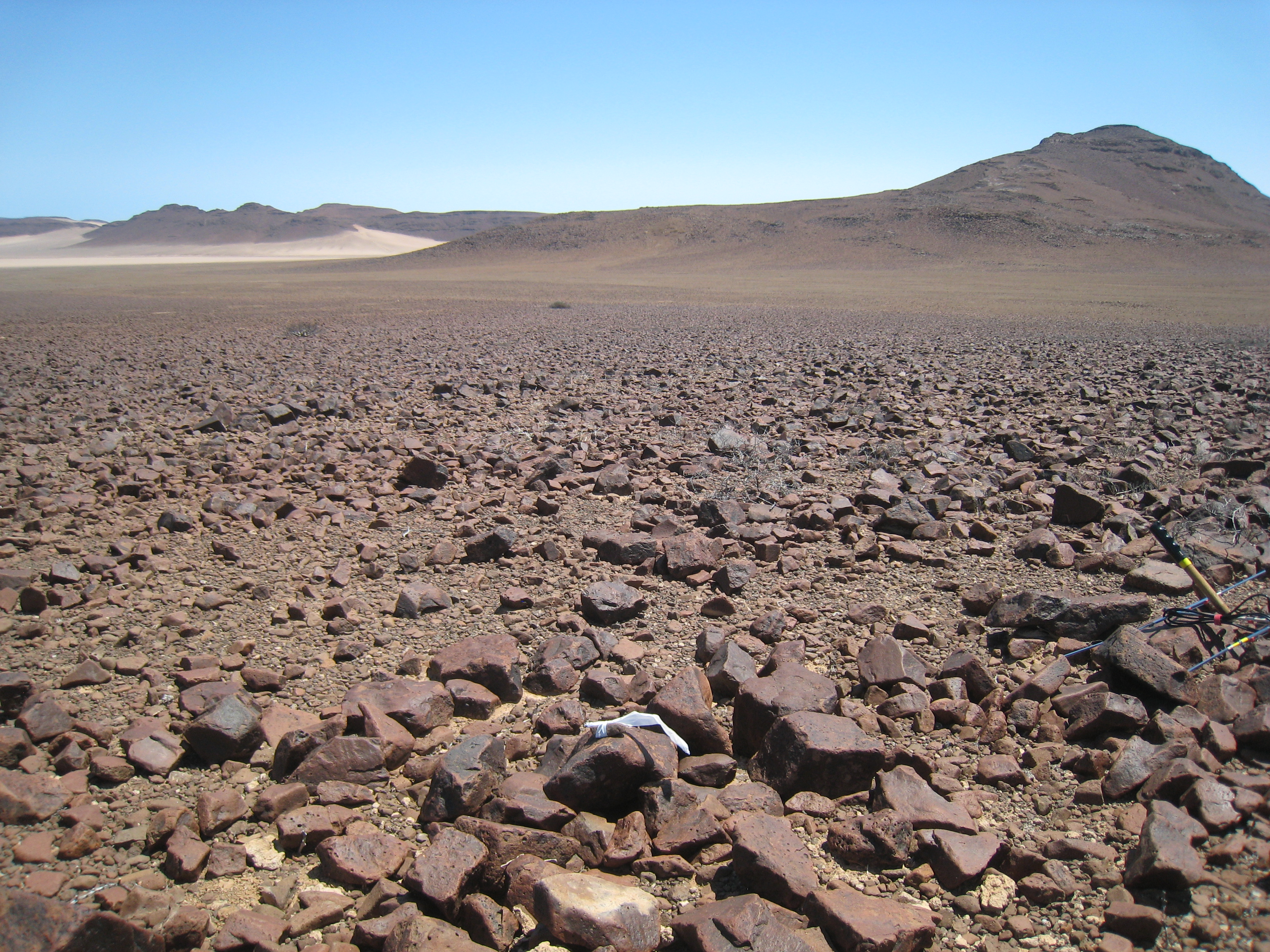
Landschaft im Verbreitungsgebiet des Etendeka-Kurzohrrüsselspringers. Der markierte Stein im Vordergrund verweist auf einen Unterschlupf des Rüsselspringers

Über die Lebensweise des Etendeka-Kurzohrrüsselspringers liegen kaum Daten vor, bisher wurde die Art nur über rund drei Dutzend Individuen bekannt, 16 Individuen davon bildeten die Basis für die Erstbeschreibung. Von den bisher beobachteten Weibchen waren zwei trächtig (Februar und November) und eines gab Milch (Mai). Die Wurfgröße besteht aus zwei Neugeborenen. Von den ersten 16 Individuen wurden jeweils drei Paare in unmittelbarer Nähe zueinander gefunden, zwei davon umfassten Männchen und Weibchen, das dritte war ein Muttertier mit Jungen. Nach Untersuchungen in den Gobobosebbergen unterhalten die einzelnen Individuen Aktionsräume von 7,2 bis 22,8 ha Größe (durchschnittlich 14,9 ha). Die räumliche Ausdehnung liegt bei durchschnittlich 425 m, in einem Extremfall betrug sie 1,5 km. Die Größe der Reviere übertrifft die der Rüsselspringer in dichter bewachsenen Landschaften deutlich. Daten zur Überlappung liegen bisher nicht vor. Die Tiere sind strikt nachtaktiv und beginnen ihre Aktivitäten zwischen 19:15 und 20:15 Uhr. Die mittels Radiotransmitter übermittelten Bewegungsprofile geben Hinweise, dass die frühen Nachtstunden intensiver genutzt werden als die späteren. Den Tag verbringen die Tiere unter Felsblöcken oder Steinen. Die einzelnen Unterschlüpfe liegen innerhalb der Aktionsräume zwischen 3 und 30 m auseinander. Sie werden nicht speziell hergerichtet, ausgegraben oder mit Pflanzenmaterial bestreut, was dem Verhalten der anderen Vertreter von Macroscelides oder der Elefantenspitzmäuse (Elephantulus) entspricht. Jedes Individuum benutzt einen eigenen Unterschlupf, der täglich gewechselt wird. Nur selten verbringt ein Tier mehrere Tage hintereinander in einem Versteck. Auffälligerweise befinden sich die Eingänge auf der zur Mittagssonne entgegensetzten Seite. Dadurch entgehen die Tiere der hohen Sonneneinstrahlung zur Mittagszeit, was Energie bei der Thermoregulation spart. Teilweise fallen sie auch in einen Torpor. Unter Umständen dienen auch Büsche wie der Stinkbusch als Versteck, entsprechend große Pflanzen sind aber eher selten im Verbreitungsgebiet. Bisher konnte kein Nachweis erbracht werden, dass der Etendeka-Kurzohrrüsselspringer Pfade anlegt, wie es vom sympatrisch auftretenden Namib-Kurzohrrüsselspringer bekannt ist, dessen langen und weitgehend gerade verlaufenden Wege und Pfade die einzelnen Unterschlupfe und Aktivitätsgebiete in der steinigen Landschaft verbinden. Es wird aber vermutet, dass der Etendeka-Kurzohrrüsselspringer traditionelle Pfade nutzt, die sich jedoch in dem felsigen Untergrund kaum abzeichnen. An einzelnen Individuen konnten Zecken und Milben beobachtet werden. Als potentieller Fressfeind tritt der Kapfuchs in Erscheinung.

## Systematik
Der Etendeka-Kurzohrrüsselspringer ist eine Art aus der Gattung Macroscelides. Diese enthält zwei weitere Arten, von denen der Kurzohrrüsselspringer (Macroscelides proboscideus) die bekanntere ist. Macroscelides gehört zur Ordnung der Rüsselspringer (Macroscelidea), einer Gruppe von kleineren Säugetieren, die nur in Afrika vorkommen. Innerhalb der Rüsselspringer werden zwei Familien unterschieden. Die eine bilden die Rhynchocyonidae, die monotypisch ist und die Rüsselhündchen (Rhynchocyon) enthält, welche hauptsächlich bewaldete Habitate bewohnen. Die zweite umfasst die Macroscelididae, in denen neben Macroscelides auch die Elefantenspitzmäuse (Elephantulus), die Arten der Gattung Galegeeska, die Rüsselratte (Petrodromus) und die Nordafrikanische Elefantenspitzmaus (Petrosaltator) eingeordnet werden. Diese sind mehr an trockene Offenlandschaften bis wüstenartige Regionen angepasst. Molekulargenetische Untersuchungen sprechen für eine nähere Verwandtschaft von Macroscelides mit Petrodromus und Petrosaltator. Die Auftrennung der beiden Familien erfolgte im Unteren Oligozän vor etwa 32,8 Millionen Jahre, während sich die Macroscelididae im Oberen Ooligozän vor rund 28,5 Millionen Jahren weiter diversifizierten. Die Gattung Macroscelides lässt sich genetisch bis in das Untere Miozän vor rund 19,1 Millionen Jahren zurückverfolgen.
Seit der zweiten Hälfte des 20. Jahrhunderts galt Macroscelides als monotypisch und enthielt nur den Kurzohrrüsselspringer. Erst im Jahr 2012 wurde mit dem Namib-Kurzohrrüsselspringer (Macroscelides flavicaudatus) eine zweite Art aufgestellt, die sich durch unterschiedliche äußere Merkmale und durch ein zum Kurzohrrüsselspringer abgetrenntes Verbreitungsgebiet auszeichnete, das wenigsten 50 km nördlicher liegt. Genetische Untersuchungen ergaben zudem, dass zwischen den südlichen Populationen des Kurzohrrüsselspringers und den nördlichen des Namib-Kurzohrrüsselspringers kein Genfluss nachweisbar ist. Weiterhin zeigen beide Arten unterschiedliche Habitatnutzungen. Erneute genetische Analysen erbrachten auch für den Etendeka-Kurzohrrüsselspringer keinen Austausch von Genen, weder mit dem Kurzohrrüsselspringer noch mit dem sympatrisch auftretenden Namib-Kurzohrrüsselspringer. Im Ergebnis dieser Studien bilden die drei Vertreter der Gattung Macroscelides jeweils eine in sich geschlossene Gruppe, wodurch diese heute als eigenständige Arten klassifiziert werden.

## Entdeckung
Zwischen Juni 2005 und September 2011 unternahmen Forscher um John P. Dumbacher insgesamt neun Felduntersuchungen im nordwestlichen Namibia. Das erste Exemplar des Etendeka-Kurzohrrüsselspringers wurde im April 2006 entdeckt. Der Holotyp (Exemplarnummer CAS MAM 29679) stammt vom 5. Oktober 2009 und umfasst ein vollständiges Individuum. Es wurde am Awahab-Zeugenberg in rund 720 m Höhe auf einem von Basalten dominierten Geröllfeld aufgelesen. Die Typuslokalität liegt etwa 28 km südlich des Flusses Huab und rund 60 km nordwestlich des Brandbergmassivs. Von der gleichen Fundstelle in einem Umkreis von etwa 1 km wurden auch fünf weitere Paratypen in unterschiedlichem Zustand geborgen, einer davon entspricht dem zuerst entdeckten Individuum, die vier anderen datieren in den Mai 2010. Insgesamt waren zur Zeit der Erstbeschreibung 16 Individuen bekannt, darunter 10 Weibchen, 4 Männchen und 2 mit unbestimmten Geschlecht (ein Individuum war noch nicht ausgewachsen). Der Artname micus leitet sich vom griechischen Wort μικρός (mikrós „klein“) her und bezieht sich auf die geringe Körpergröße.

## Bedrohung und Schutz
Der Etendeka-Kurzohrrüsselspringer ist nach bisheriger Erkenntnis eher selten und endemisch verbreitet, was möglicherweise Einfluss auf den Bestand hat. In der Region sind menschliche Eingriffe aber sehr selten und beschränken sich auf von Wildjägern und Touristen stärker frequentierte Gebiete. In Zukunft könnten aber auch Faktoren wie eine zunehmende Desertifikation durch Weidewirtschaft eine Rolle spielen. Die IUCN und die ihr angehörende Afrotheria Specialist Group gehen davon aus, dass die Population derzeit „nicht gefährdet“ (least concern) ist. Die Art ist in lokalen Schutzgebieten präsent.